# Abu Haggag-moskén

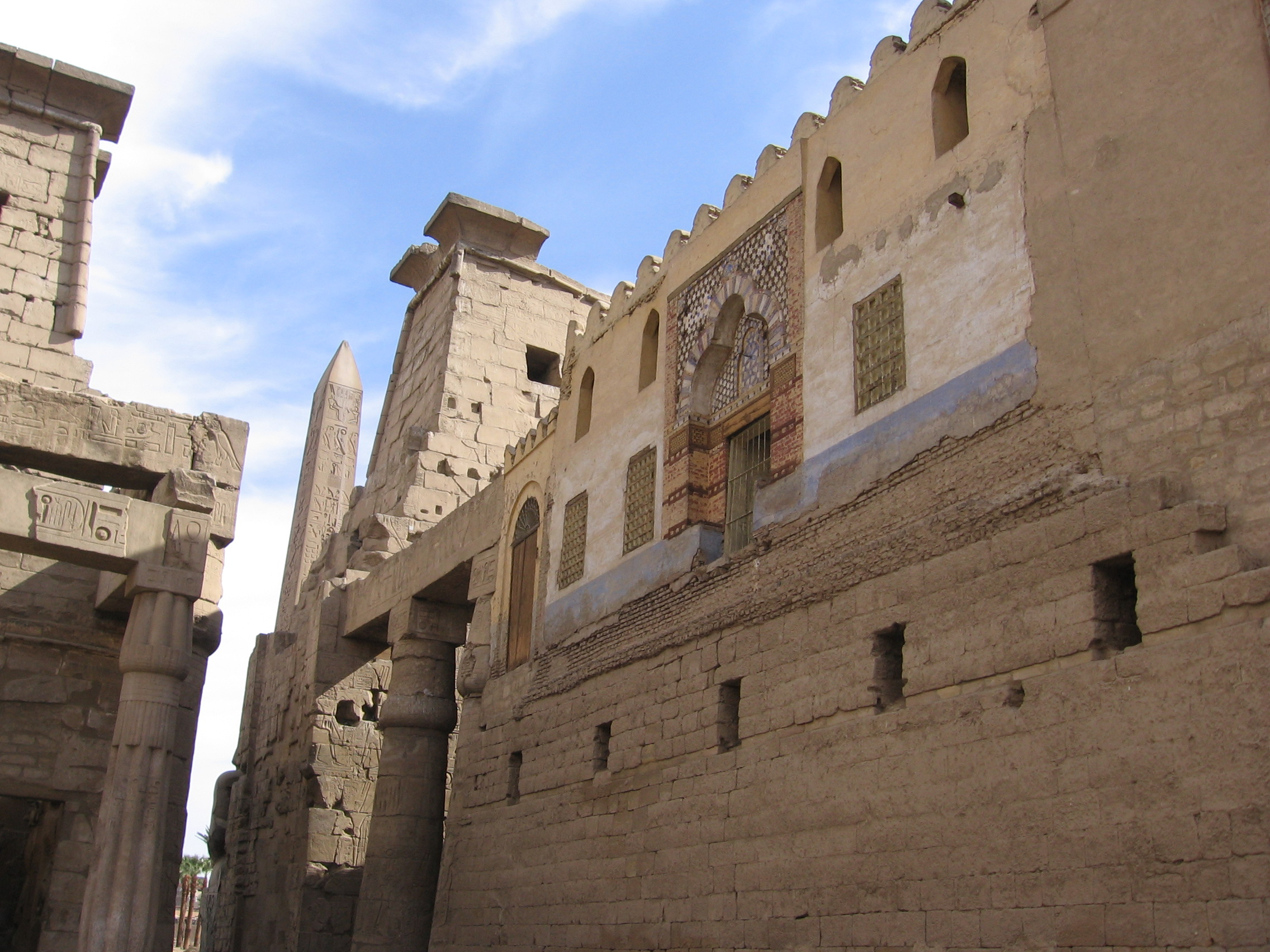
Abu Haggag-moskén

Abu Haggag-moskén är en moské byggd inne i Luxortemplet i staden Luxor i Egypten. Den är byggd till Sufi-schejken Abu Haggags minne. Minareten ska ha byggts på 1300-talet. Resten av moskén har byggts om successivt ända fram till 1900-talet.
Att moskén blivit byggd inne i templet beror på att templet tidigare varit delvis begravt av slam från Nilen. När man grävde ut templet så hamnade dörren till moskén cirka åtta meter upp i luften. Man funderade då på att riva moskén, men folket ansåg att placeringen var för viktig.
Abu Haggag är Luxors viktigaste helgon och moskén ett centrum för religiösa aktiviteter. Folket i Luxor menar att moskén är byggd på en viktig religiös plats och är full av välsignelse.